# Universo de Canción de hielo y fuego
El universo ficticio de la saga de novelas Canción de hielo y fuego del escritor George R. R. Martin, se basa en un territorio dividido en cuatro continentes conocidos (Poniente, Essos, Sothoryos y Ulthos) pero la historia se desarrolla en los primeros dos: Poniente es el continente en el que se desarrolla principalmente la historia. La mayor parte de este continente pertenece a los Siete Reinos, una nación soberana que se compone realmente de 9 regiones (el Norte, las Tierras de los Ríos, las Islas del Hierro, el Valle, las Tierras del Oeste, las Tierras de la Corona, el Dominio, las Tierras de Tormentas y Dorne) cada una con sus respectivos señores feudales, de los cuales uno es el guardián o señor principal de la región y los demás señores son sus vasallos. El nombre de Siete Reinos viene de la época en que Poniente fue conquistada por los Targaryen, ya que entonces las Tierras de los Ríos y las Islas del Hierro formaban una sola región, mientras que las Tierras de la Corona fueron formadas más tarde por los Targaryen. Además de los siete reinos existe una larga extensión de tierra helada en el extremo norte del continente más allá del Muro sin cartografiar.
El segundo continente en importancia es el continente de Essos, al este, donde residen una larga colección de ciudades-estado independientes, además de vastos territorios de llanuras, ciudades esclavistas y civilizaciones de las que apenas se conoce en la saga.
Al sur y al este se hallan los continentes de Sothoryos y Ulthos respectivamente, apenas cartografiados y muy poco explorados, a los cuales se recurre ocasionalmente en la historia pero en los que no tiene lugar ningún suceso que afecte directamente a la trama principal.
A pesar de ser un planeta claramente diferente a la Tierra, tiene un gran número de similitudes con ésta, así pues existen un gran número de especies vegetales y animales similares, tiene una única Luna, los días aparentemente duran 24 horas y los años 365 días, aunque las estaciones pueden durar años y son totalmente aleatorias.

## Geografía
Poniente es aproximadamente equivalente en extensión a América del Sur, aunque el autor quiso recrear una especie de Inglaterra Medieval. Sin embargo, hay una gran extensión de tierra al norte sin cartografiar, debido a las temperaturas extremadamente bajas y los habitantes hostiles conocidos como salvajes. Las tierras del norte de Poniente están menos habitadas que las del sur a pesar de su extensión aproximadamente igual. Las cinco ciudades principales de Poniente son, en orden de tamaño: Antigua, Lannisport, Desembarco del Rey, Puerto Gaviota, y Puerto Blanco.
Otros tres continentes comparten el mundo donde está Poniente. Un vasto continente llamado Essos está al este, cruzando el Mar Angosto. Las naciones extranjeras más cercanas a Poniente son las Ciudades Libres, un conjunto de ciudades-estado independientes a lo largo del borde occidental de Essos.
Poniente estaba dividido en un principio en varios reinos independientes hasta su unificación durante la Guerra de la Conquista por los Targaryen. Después de esta guerra, las diferentes regiones se unieron bajo el mando de la Casa Targaryen en lo que se conoce como el Trono de Hierro.
Una vez conquistado, la Casa Targaryen lo dividió administrativamente en cuatro regiones principales: Norte, Sur, Este y Oeste, y nombró a cuatro de sus juramentados como Guardianes de cada una de las regiones. Al principio de la saga, Casa Lannister es el Guardián del Oeste, Casa Stark es Guardián del Norte, Casa Tyrell controla el Sur y Casa Arryn mantiene el Este.

### El Norte
El Norte (The North en la versión original) es el más grande de entre todos los Siete Reinos, casi tan grande como los otros seis juntos. Limita al norte con el Muro, que lo separa de las «tierras del eterno invierno», y al sur con la región de El Cuello que lo mantiene aislado del resto de los reinos sureños. El Cuello es un territorio impenetrable de pantanos y ciénagas cuyo único paso seguro se sitúa en el paso del bastión de Foso Cailin. El Norte se trata de una región grande pero despoblada, cuyos núcleos de población se agrupan en las regiones donde el frío es más permisivo. El clima es duro, con grandes heladas y ventiscas en invierno y nieves esporádicas en verano.
Los norteños poseen fama de ser tan duros y adustos como el clima del lugar donde viven, además de poseer fama de supersticiosos. A diferencia de los demás reinos, el Norte se vio aislado de la llegada de los Ándalos, gracias a que eran detenidos en la región de El Cuello. Debido a esto, los norteños descendían de los Primeros Hombres y conservaron algunas de sus costumbres, como el culto a los Antiguos Dioses. 
El Norte fue gobernado desde hacía miles de años por la Casa Stark, cuyo fundador fue Brandon el Constructor, el cual construyó el Muro y la fortaleza de Invernalia. Los Stark gobernaron como Reyes en el Norte, sometiendo a otras Casas nobles a su dominio y manteniendo una larga rivalidad con la Casa Bolton. Finalmente, los Stark sometieron a los Bolton y consolidaron el control de todo el Norte. Eso terminó con la llegada de Aegon el Conquistador y sus dragones. El rey Torrhen Stark quiso combatir a los Targaryen igual que habían hecho con los Ándalos siglos atrás, pero al ver el gran ejército de Aegon y sus dragones, Torrhen decidió rendirse y jurarle lealtad. Aegon permitió a Torrhen continuar como Señor de Invernalia y le otorgó el título de Guardián del Norte. El señorío de los Stark perduró hasta la llamada Guerra de los Cinco Reyes, cuando Eddard Stark fue ejecutado por el rey Joffrey Baratheon y el Norte se levantó en armas, proclamando a Robb Stark como Rey en el Norte. Roose Bolton, aliado con la Casa Lannister, asesinó a Robb Stark y puso fin al levantamiento. Como recompensa, el Trono de Hierro le otorgó a Lord Bolton el título de nuevo Guardián del Norte.
Al inicio de la saga, los Stark gobernaban en el Norte como Señores de Invernalia y Guardianes del Norte, siendo reemplazados por la Casa Bolton de Fuerte Terror. Otras importantes Casas norteñas son: la Casa Karstark de Bastión Kar, la Casa Manderly de Puerto Blanco, la Casa Umber de Último Hogar, la Casa Dustin de Fuerte Túmulo, la Casa Mormont de la Isla del Oso, la Casa Glover de Bosquespeso o la Casa Reed de Atalaya de Aguasgrises.
En la serie (no en la saga de novelas, que aún no ha llegado a su final) en la Sexta Temporada, los Stark vencen a los Bolton y recuperan el control del Norte, declarándolo de nuevo independiente bajo el gobierno del Rey Jon Nieve. Jon, sin embargo, se verá obligado a hincar la rodilla ante Daenerys Targaryen para poder hacer frente juntos al ejército del Rey de la Noche. En el último episodio de la última temporada, el nuevo rey de los Seis Reinos Bran Stark respeta la independencia del territorio, y le reconoce a su hermana Sansa Stark el título de Reina en el Norte.
En el Norte, los bastardos reciben el apellido «Nieve».

#### Invernalia
Invernalia (Winterfell en la versión original) es el asentamiento ancestral de la Casa Stark y principal bastión en el Norte.
Según cuenta la leyenda, Invernalia fue construida hace 8000 años por Brandon el Constructor, quien también construyó el Muro con ayuda de la magia de los Hijos del Bosque y Gigantes, y fundó el linaje de la Casa Stark. En Invernalia reinaron todos los sucesivos Reyes en el Norte, y tras la conquista de Aegon gobernaron el Norte desde Invernalia como Guardianes del Norte.
El rey Robert Baratheon visita Invernalia para nombrar como Mano del Rey a Lord Eddard Stark, su viejo amigo de juventud. Es allí donde Bran Stark sufre una caída desde uno de los torreones a mano de Jaime Lannister. Después, la Torre de la Biblioteca es incendiada por un sicario que intentó asesinar a un convaleciente Bran. Robb Stark queda al mando de Invernalia tras la marcha de su padre y de su madre. Cuando Lord Eddard es arrestado y después ejecutado por orden del nuevo rey Joffrey Baratheon, Robb convoca a sus abanderados y parte al sur dejando Invernalia en manos de Bran.
Bran ejerce como Señor de Invernalia en funciones asesorado por el castellano Ser Rodrik Cassel y por el maestre Luwin. Pero Theon Greyjoy, que había sido pupilo de Lord Eddard, asalta Invernalia aprovechando que estaba desguarecida, toma a los pequeños Bran y Rickon Stark como rehenes y después finge ejecutarlos. Ser Rodrik Cassel reúne un ejército para recuperar el bastión pero es atacado y asesinado por hombres de la Casa Bolton al mando de Ramsay Nieve, que toman Invernalia y la queman hasta los cimientos.
Robb Stark, antes de ser asesinado en los sucesos de la Boda Roja, decide nombrar a su medio-hermano Jon Nieve como heredero del señorío de Invernalia en caso de su muerte sin descendientes. La muerte de Robb y la desaparición de Bran y Rickon dejan a Invernalia sin heredero por vía masculina. Las posteriores desapariciones de Sansa y de Arya hacen que muchos piensen que el linaje de los Stark ha desaparecido.
Roose Bolton, que ha sido nombrado nuevo Guardián del Norte por el Trono de Hierro, marcha a Invernalia a tomar posesión de su nuevo título junto a su hijo bastardo legítimado, Ramsay. Lord Roose ordena que Invernalia sea reconstruida, instalándose en ella Ramsay con su nueva esposa, "Arya Stark", quien en realidad es la joven Jeyne Poole a quien hacen pasar por Arya como una forma de legitimar el nuevo gobierno de los Bolton sobre el Norte y sobre Invernalia.
A las afueras del bastión se halla un asentamiento llamado Pueblo de Invernalia, un lugar con casas de madera y piedra que se suele llenar en invierno cuando los campesinos buscan refugio contra el frío.

#### Fuerte Terror
Fuerte Terror (Dreadfort es el nombre original) es el asentamiento de la Casa Bolton. El bastión se localiza en la ribera del Río de las Lágrimas y está situado en la región oriental del Norte. La lúgubre e imponente fortaleza está rodeada de bosques, y el río les proporciona una protección excelente frente a ataques exteriores.
Las historias dicen que Fuerte Terror está maldito por las desollaciones que los Bolton hacían siglos atrás. Los Bolton poseían mazmorras y habitaciones diseñadas para la tortura de sus enemigos, y se decía que colgaban las pieles de los Stark que capturaban en ellas como trofeos.

#### El Muro
El Muro es una inmensa muralla de hielo que se extiende de este a oeste en el norte de Poniente y que separa los Siete Reinos de las tierras salvajes de más allá. Está protegido por la Guardia de la Noche.

### Islas del Hierro
Las Islas del Hierro (The Iron Islands en la versión original) son un archipiélago situado en el Mar del Ocaso, al oeste de Poniente. Delimitan al este con las Tierras de los Ríos. Las islas están formadas por: Pyke, Gran Wyk, Viejo Wyk, Harlaw, Monteorca, Acantilado de Sal, Marea Negra y Luz Solitaria, la cual se halla a varios días de navegación de las demás islas.
Las islas son conocidas por ser tierras austeras, poblada por gente poco atractiva, muy poco fértiles y con un clima duro. Los Hijos del Hierro (nombre que reciben los nativos de las islas) tuvieron que aprender a subsistir con los recursos de otros territorios, por lo que desarrollaron una cultura basada en el saqueo. La religión y la cultura de las islas son también muy distintas del territorio continental. Su culto oficial es el del llamado Dios Ahogado, una deidad que habita en el fondo del mar y que es fuente y origen de las islas y de todos sus habitantes, y su destino es regresar a él. Los sacerdotes del Dios Ahogado son ascetas y peregrinos, sin residencia fija, mientras que su tradición es oral, sin contar con templos o escritos de su fe. Existen también las llamadas Antiguas Costumbres: éstas se basaban en la cultura de subsistencia de los Hijos del Hierro, por la cual deben pagar el «precio en hierro», es decir, obtener lo que desean de forma violenta.
Según la obra El mundo de hielo y fuego, los sacerdotes del Dios Ahogado afirman que las Islas del Hierro fueron creadas por el Dios Ahogado, quien otorgó a sus habitantes el derecho de dominar los mares; sin embargo, otros creen que los Primeros Hombres se asentaron allí. Los Hijos del Hierro se destacaron como marinos inigualables, y desde sus veloces barcoluengos llevaban el terror a todo aquel lugar que poseyera costa. Los saqueadores tomaban rehenes y siervos, convirtiendo a las mujeres en «esposas de sal», mujeres obligadas a casarse con su captor; un hombre podía tener las esposas de sal que desee.
El primer monarca de las islas fue el Rey Gris, cuya esposa fue una sirena y forjó el Trono de Piedramar con los huesos de un monstruo marino. A partir de entonces, sus descendientes gobernaron como reyes de las Islas del Hierro, elegidos en asambleas de sucesión por aclamación de los capitanes de las Islas. El primer rey fue Urras Greyiron; los Hijos del Hierro extendieron su poder por toda la costa occidental de Poniente, llevando sus ataques desde el Norte hasta el Rejo y protagonizando ataques durante toda la era de los Siete Reinos.
El último de este linaje de reyes fue la Casa Hoare, la cual gobernaba como Reyes de las Islas del Hierro y de otros territorios, como El Rejo, las Tierras de los Ríos e islas cercanas a la costa occidental de Poniente. Con la llegada de Aegon el Conquistador, el rey Harren Hoare, apodado Harren el Negro, se refugió en su inexpugnable bastión de Harrenhal; sin embargo, no contó con que Aegon poseía dragones, los cuales incendiaron Harrenhal acabando con Harren y con toda su descendencia. Aegon ofreció a los señores de las Islas retirarse y permitirles escoger un nuevo señor, siempre y cuando le juraran lealtad. Estos escogieron a la Casa Greyjoy de Pyke: fue el fin del reinado de los mares de los Hijos del Hierro y el fin de las Antiguas Costumbres. 
Los Greyjoy protagonizaron diversas rebeliones contra el Trono de Hierro con el fin de obtener la independencia, pero siempre fueron sometidos, siendo su última rebelión la protagonizada por Balon Greyjoy, que a la muerte del rey Robert Baratheon se autoproclamó Rey de las Islas del Hierro y del Norte, siendo a su muerte sucedido por su hermano Euron Greyjoy.
Al inicio de la saga, la Casa Greyjoy ostenta el título de Señor de Pyke y de las Islas del Hierro. Otras importantes Casas de las islas son: la Casa Harlaw que controla la isla de su propio nombre, la Casa Drumm que controlan la isla de Viejo Wyk, la Casa Goodbrother que poseen diversas ramificaciones en muchas islas, la Casa Blacktyde que controla la isla de Marea Negra, la Casa Farwynd que controla la lejana isla de Luz Solitaria o la Casa Saltcliffe que controla Acantilado de Sal.
En las Islas del Hierro, los bastardos reciben el apellido «Pyke».

#### Pyke
Pyke es el castillo ancestral de la Casa Greyjoy, situado en la isla de su mismo nombre en las Islas del Hierro.
Según la obra El mundo de hielo y fuego, Pyke es, posiblemente, el más antiguo de los castillos de las Islas del Hierro. Su constructor es incierto, y antaño se alzaba sobre un risco en mitad del mar. Sin embargo, el risco se resquebrajó con los impactos de las olas; las murallas cayeron y las construcciones exteriores cedieron. Para los sucesos de la saga, lo que queda de Pyke son torreones situados en pequeños grupos de islotes que se alzan en mitad del mar embravecido. El único acceso es la entrada desde el cabo. Los islotes están conectados mediante puentes de madera. La mayor de las torres es el Gran Torreón de Pyke, lugar donde se halla la torre del homenaje (los aposentos de lord Greyjoy).
En la adaptación televisiva, Juego de tronos, Pyke se recreó sobre el puerto de Ballintoy, en la costa de Irlanda del Norte.

### Tierras de los Ríos
Las Tierras de los Ríos (The Riverlands en la versión original) son uno de los Siete Reinos. Delimitan al norte con el reino del Norte, al oeste con las Islas del Hierro, al este con el Valle de Arryn, al sur con las Tierras del Occidente y el Dominio, y al sureste con las Tierras de la Corona, lo que convierte a este reino en una auténtica encrucijada de caminos y al más expuesto de todos los reinos. Recibe su nombre debido a que el mayor río de todo Poniente, el Tridente, lo atraviesa, junto con todos sus afluentes.
Las Tierras de los Ríos son una región plagada de bosques, aldeas y colinas. Es un territorio de gran pluviosidad, lo que hace que sea un región muy boscosa. No posee grandes ciudades, pero sí que posee muchas aldeas y núcleos de población dispersos.
La situación tan expuesta de las Tierras de los Ríos hace que su control haya sido muy disputado por los demás reinos. Antes de la llegada de los Targaryen, existieron los llamados Reyes del Tridente que gobernaban estos territorios durante épocas inciertas. La dinastía de los reyes ribereños llegó a su fin cuando el territorio fue tomado por un Rey Tormenta de la Casa Durrandon, después de derrotar al último Rey del Tridente de la Casa Teague. Gradualmente, los Hombres del Hierro invadieron las Tierras de los Ríos expulsando a los Reyes Tormenta y tomando posesión del territorio. Esta fue la situación hasta la llegada de Aegon el Conquistador, el cual derrotó al último Rey de las Islas del Hierro, Harren Hoare, y otorgó el señorío de las Tierras de los Ríos a los señores de Aguasdulces, la Casa Tully, la primera de las Casas ribereñas en unirse a él. Los Tully gobernaron como Señores hasta la Guerra de los Cinco Reyes, durante la cual rindieron vasallaje a Robb Stark coronándolo como Rey en el Norte y del Tridente. La derrota de Robb Stark hizo que el señorío de las Tierras de los Ríos pasase a la Casa Baelish y el señorío de Aguasdulces a la Casa Frey.
Al inicio de la saga, la Casa Tully de Aguasdulces gobernaba como Señores las Tierras de los Ríos, hasta que fueron reemplazados como Señores del Tridente por la Casa Baelish de Harrenhal y como Señores de Aguasdulces por la Casa Frey de Los Gemelos. Otras importantes Casas ribereñas son: la Casa Blackwood de Árbol de Cuervos, la Casa Bracken de Seto de Piedra, la Casa Mallister de Varamar, la Casa Vance que posee dos ramificaciones, la Casa Mooton de Poza de la Doncella o la Casa Piper de Princesa Rosada.
En las Tierras de los Ríos, los bastardos reciben el apellido «Ríos».

#### Harrenhal
Harrenhal es el castillo más grande de los Siete Reinos, construido antes de la Guerra de la Conquista.
Fue levantado por orden de Harren el Negro para ser el castillo más grande jamás construido. La destrucción del castillo se debe a que Harren "el Negro" se rehusó a rendirse frente al ejército de Aegon el Conquistador y un par de señores rebeldes de las Tierras de los Ríos. En el momento en que Harren se encerró en su castillo, Aegon voló sobre Harrenhal montado en su dragón Balerion, el Terror Negro, y exhaló un poderoso aliento de fuego que derritió la piedra del castillo. A causa de esto, Harren murió junto a sus hijos abrasados por el calor del fuego.

#### Aguasdulces
Aguasdulces es la fortaleza ancestral de la Casa Tully desde hacía más de 1000 años. Se localiza donde confluyen los ríos Piedra Caída y Forca Roja. Tiene forma triangular y en el lado que no está situado entre ambos ríos tiene un gran foso que lo convierte en prácticamente inexpugnable.
El bastión puede almacenar provisiones para dos años al menos y no necesita más que una guarnición de 100 hombres para una correcta defensa frente a un asedio.
Durante la Guerra de los Cinco Reyes fue asediada por los Lannister en dos ocasiones, en la primera siendo rechazados por Robb Stark y en la segunda cayó cuando Lord Edmure Tully rindió la fortaleza y a su guarnición ante Jaime Lannister. Actualmente está en posesión de Emmon Frey, Señor de la Casa Frey de Aguasdulces.

#### Los Gemelos
Los Gemelos es el bastión ancestral de la Casa Frey. Hacía 600 años, los Frey se asentaron en las orillas del Forca Verde y tardaron tres generaciones en construir un puente de piedra, a su vez edificaron dos fortificaciones a ambos lados de la orilla para asegurar el paso; había nacido Los Gemelos.
El puente está construido con roca gris con una anchura que permitiría el paso de dos carretas juntas. En el centro del paso se halla la Torre del Agua, con troneras y rastrillos, y a ambos lados los idénticos castillos achaparrados y protegidos por fuertes murallas y anchos fosos.

### Valle de Arryn
El Valle de Arryn (The Vale of Arryn en la versión original) es un reino situado en la zona oriental de Poniente, limita al oeste con las Tierras de los Ríos, al sur con las Tierras de la Corona y al este con el Mar Angosto. El Valle de Arryn recibe su nombre a raíz de la conquista del Valle de Artys Arryn, el cual le arrebató su dominio a los Primeros Hombres.
El Valle es una región formada y rodeada por cadenas montañosas que sirven como una impenetrable defensa ante ataques externos. Su situación aislada hace que esté alejada de los sucesos externos de Poniente. Su terreno es altamente fértil, pero en el invierno son habituales las grandes nevadas que impiden atravesar los pasos por las montañas. En estas mismas montañas habitan los Clanes de las Montañas de la Luna, clanes de tribus salvajes que hacen los viajes muy peligrosos y no respetan la autoridad de los señores del Valle.
Antes de la llegada de los Ándalos, el Valle estaba gobernado por los llamados Reyes de la Montaña de los Primeros Hombres. Esto fue así hasta que un guerrero Ándalo llamado Artys Arryn conquistó el Valle, siendo llamado a partir de entonces el Valle de Arryn. Los Arryn gobernaron como Reyes de la Montaña y portaron la llamada Corona del Halcón. Cuando Aegon el Conquistador desembarcó en Poniente, los Arryn se opusieron a él, pero evitaron salir del Nido de Águilas, hasta que una de las hermanas de Aegon descendió con su dragón sobre el Nido de Águilas y capturó al pequeño Ronnel Arryn. Su madre se rindió ante Aegon y este permitió a los Arryn conservar el señorío sobre el Nido de Águilas y les nombró Guardianes del Oriente.
La Casa Arryn gobierna el Valle desde su bastión, el inexpugnable Nido de Águilas, y poseen el título de Guardianes del Oriente. Otras importantes Casas del Valle son: la Casa Royce de Piedra de las Runas, la Casa Waynwood de Roble de Hierro, la Casa Redfort de Fuerterrojo, la Casa Corbray de Hogar, la Casa Hunter de Arcolargo o la Casa Grafton de Puerto Gaviota.
En el Valle de Arryn los bastardos reciben el apellido «Piedra».

#### Nido de Águilas
El Nido de Águilas es la fortaleza ancestral de la Casa Arryn y lleva en su posesión desde los antiguos tiempos de los Ándalos. Está localizada en las Montañas de la Luna, en la ladera del pico de la Lanza del Gigante. Debido a su ubicación y las defensas naturales que posee, es considerada inexpugnable.
Está formada por siete torres situadas en la cima de la montaña Lanza del Gigante. La única manera de acceder al bastión es a través de las Puertas de la Luna y pasando por las consiguientes puertas hasta donde solo llegan las mulas. El camino es tan angosto que apenas podrían pasar dos personas al mismo tiempo, por lo que ni siquiera un enorme ejército supondría una amenaza para la fortaleza.
La fortaleza tiene unos 160 metros de caída pudiéndose acceder a ella mediante unos cestos subidos y bajados por bueyes y que se usan para subir los suministros y para ascender y descender a aquellas personas que no pueden subir por las Puertas. En mitad del bastión hay un jardín al que dan a parar la mayoría de las ventanas de la fortaleza, y aunque se podría alojar en él un Bosque de Dioses, lo cierto es que los árboles no arraigan a tanta altura y el "jardín" está formado por estatuas y arbustos. Había una estatua dedicada a Alyssa Arryn que quedó destruida durante el juicio por combate a Tyrion Lannister. El salón principal es la Sala Alta, una gran estancia austera con paredes de mármol blanco, una gran alfombra azul rodeada de columnas blancas que lleva hasta el trono del Señor del Valle. Al lado, cerca del trono menor y entre dos columnas se halla la Puerta de la Luna, una estrecha puerta que lleva directamente al vacío.

### Tierras del Oeste
Las Tierras del Oeste (Westerlands en la versión original) se sitúan al sur de las Islas del Hierro, limitan al noreste con las Tierras de los Ríos y al sur con el Dominio. Es una región plagada de montañas y cerros que le permiten una gran defensa frente a los invasores. La principal ciudad es Lannisport, controlada por una rama cadete de la Casa Lannister, el tercer mayor puerto de los Siete Reinos y donde está apostada la flota Lannister.
Las Tierras del Oeste están plagadas de montañas, eso hace que sean el reino que más cantidad de reservas de minerales posee, incluyendo el oro. Casas como Westerling, los Reyne o incluso los propios Lannister poseen minas de oro bajo sus fortalezas, lo que hace que hayan poseído o posean una gran riqueza. La gran cantidad de montañas hace que las Casas nobles protejan los pasos que cruzan hacia los demás reinos. Sin embargo, pese a que su situación geográfica les otorga una capacidad defensiva ideal, la costa es llana y fácilmente accesible, lo que les ha hecho vulnerables a los ataques de los Hombres del Hierro.
La historia del gobierno de las Tierras del Oeste tiene su origen en la Casa Lannister. Lann el Astuto fue un célebre embaucador de la Edad de los Héroes que arrebató el control de Roca Casterly a la Casa Casterly. Los Reyes de la Roca gobernaron a partir de entonces, sometiéndose al control de los Ándalos cuando estos invadieron Poniente. Los Lannister gobernaron como Reyes de la Roca durante miles de años desde Roca Casterly, manteniendo frecuentes conflictos con los reinos del Dominio o con los Hombres del Hierro. Cuando Aegon el Conquistador llegó a Poniente, el rey Loren Lannister de la Roca se alió con el rey Mern IX Gardener del Dominio para plantar cara a Aegon, enfrentándose en la Batalla del Campo de Fuego, donde el ejército aliado fue derrotado cuando Aegon liberó a sus tres dragones. El rey Loren hincó la rodilla y Aegon le permitió conservar el señorío sobre Roca Casterly y le nombró Guardián del Occidente.
La Casa Lannister de Roca Casterly gobierna las Tierras del Oeste desde la Edad de los Héroes, ostentando el título de Señores de Roca Casterly y Guardianes del Occidente. Otras importantes Casas occidentales son: la Casa Lefford de Colmillo Dorado, la Casa Crakehall de Refugio Quebrado, la Casa Marbrand de Marcaceniza, la Casa Brax de Valdecuerno, la Casa Westerling del Risco o la Casa Farman de Isla Bella.
En las Tierras del Oeste los bastardos reciben el apellido «Colina».

#### Roca Casterly
Roca Casterly es el asentamiento de la Casa Lannister. Está en una zona rica en minas de oro y nunca ha caído ante un enemigo.

#### Lannisport
Lannisport es la principal ciudad de las Tierras del Oeste. Se sitúa en la costa del Mar del Ocaso, a los pies de la fortaleza de Roca Casterly. Es el tercer mayor puerto de Poniente, aunque en tamaño es muy inferior a las ciudades de Antigua y Desembarco del Rey. La ciudad está gobernada por una rama cadete de la Casa Lannister, aunque el cabeza de la Casa Lannister recibe el título de «Escudo de Lannisport».
Lannisport acoge a la flota de los Lannister. La ciudad está situada junto a zonas de abundante pesca y de navegación tranquila. Sin embargo, su proximidad con las Islas del Hierro la han hecho vulnerable a los ataques de los Hombres de Hierro, de hecho, durante la Danza de los Dragones, la ciudad fue saqueada por los Hombres del Hierro dirigidos por Lord Dalton Greyjoy. En el 289 DC, durante la Rebelión Greyjoy, la flota Lannister fue destruida en los puertos de Lannisport por la Flota de Hierro.

### El Dominio
El Dominio (The Reach en la versión original) es uno de los reinos de Poniente. Se localiza al suroeste de Poniente, limitando al sur con Dorne, al este con las Tierras de Tormentas, al norte con las Tierras del Oeste, al noreste con las Tierras de la Corona y al oeste con el Mar del Ocaso. El Dominio es la región más fértil de todas, cuenta con el mayor número de población y posee una gran cantidad de aldeas y ciudades, incluyendo la ciudad de Antigua, la segunda mayor ciudad de Poniente tras Desembarco del Rey.
El Dominio es la región que más alimento produce de todos los reinos. El caudaloso río Mander atraviesa completamente la región, desembocando en las llamadas Islas Escudo, las cuales protegen la desembocadura del Mander de los ataques costeros, principalmente de los Hombres del Hierro. Al Dominio se la considera también la cuna de la caballería en Poniente, ya que es el lugar que más caballeros produce, con mayor cantidad de Casas nobles y la que más aprecio tiene por las lides y torneos. Su situación le ha hecho mantener siempre constantes tensiones con sus reinos fronterizos, sobre todo con los dornienses.
El reino del Dominio estuvo gobernado por los llamados Reyes Jardineros, los cuales descendían de Garth Manoverde, un legendario rey de la Edad de los Héroes al que las historias atribuyen poderes divinos. Muchas Casas del Dominio alegan descender de Garth. A este se le atribuye la fundación de la Casa Gardener, los cuales gobernaron el Dominio como Reyes Jardineros hasta la llegada de Aegon el Conquistador. Los Gardener se aliaron con los Reyes de la Roca para combatir a Aegon, juntando sus ejércitos y combatiendo en la Batalla del Campo de Fuego, donde serían derrotados por los tres dragones de Aegon. La Casa Gardener se extinguió con la muerte del rey Mern IX Gardener y Aegon decidió otorgar el señorío sobre el Dominio a la Casa Tyrell, los cuales habían sido los mayordomos de Altojardín y rindieron la fortaleza a Aegon cuando este llegó. Aegon les otorgó también el título de Guardianes del Sur.
La Casa Tyrell gobierna el Dominio y ostenta los títulos de Señores de Altojardín y Guardianes del Sur. Otras importantes Casas del Dominio son: la Casa Hightower de Antigua, la Casa Redwyne de El Rejo, la Casa Florent de Aguasclaras, la Casa Tarly de Colina Cuerno, la Casa Rowan de Sotodeoro, la Casa Fossoway de La Sidra, la Casa Oakheart de Roble Viejo, la Casa Merryweather de Granmesa, la Casa Caswell de Puenteamargo o la Casa Ashford de Vado Ceniza.
En el Dominio los bastardos reciben el apellido «Flores».

#### Antigua
Antigua es la ciudad más antigua de Poniente, la segunda más populosa y uno de sus principales puertos. Está gobernada por la Casa Hightower.  El faro de Torrealta, asentamiento de los Hightower, domina la ciudad. La ciudad está edificada en piedra y forma un laberinto de callejuelas tortuosas, encrucijadas y calles llenas de baches. Está ubicada en la desembocadura del río Vinomiel, al sudoeste del Dominio. En ella se encuentra el Septo Estrellado, donde residía el Septón Supremo antes de la llegada de los Targaryen. Dentro de esta ciudad también se encuentra La Ciudadela.
La Ciudadela es un conjunto de edificios en la ciudad de Antigua que sirven como cuartel general y centro de estudios de la orden de los Maestres. Es el lugar donde convocan asambleas, estudian y capacitan a los nuevos miembros. También es la residencia de los Archimaestres. La Casa Hightower jugó un papel fundamental en la fundación de la Ciudadela y continúan siendo grandes patrocinadores del conocimiento.

#### Altojardín
Altojardín pertenece a la Casa Tyrell desde que Aegon el Conquistador les entregó el castillo después de vencer a Mern IX Gardener. La fortaleza está situada en el reino del Dominio, en la ribera del caudaloso río Mander.
Se trata de una fortaleza decorada con arboledas, fuentes y columnas de mármol. Allí residen gran cantidad de cantantes, violinistas, bardos y flautistas, por ello los Tyrell tienen fama de mecenas de las artes. En los establos de la fortaleza hay una gran cantidad de caballos y cuenta con embarcaciones de recreo para surcar el río Mander.

### Tierras de Tormentas
Las Tierras de Tormentas (The Stormlands en la versión original) es uno de los Siete Reinos. Están ubicadas en la zona sureste de Poniente, limitando al sur con el Mar de Dorne, al norte con las Tierras de la Corona, al oeste con el Dominio y al este con el Mar Angosto. Están gobernadas por la Casa Baratheon desde Bastión de Tormentas.
La geografía de las Tierras de Tormentas está repleta de bosques, montañas y costas pedregosas. Las Marcas de Dorne se sitúan al suroeste y marcan la frontera con el reino de Dorne, lo que lo ha hecho foco de conflicto entre ambos reinos. Es de destacar la abundancia de tormentas en la región, de donde surge el nombre que recibe el reino. Al este encontramos varias islas como Tarth o Estermont que están rodeadas de aguas tormentosas pero bellas. La llamada Bahía de los Naufragios es un mar tempestuoso y traicionero pero de abundante paso de navíos. Los señores de las Tierras de Tormentas son conocidos por su tradición marcial.
La historia de las Tierras de Tormentas se remonta hasta la Edad de los Héroes. El primer Rey Tormenta construyó Bastión de Tormentas en contra de los designios del dios de la tormenta y sometió a los territorios cercanos. Los Reyes Tormenta de la Casa Durrandon llegaron incluso a controlar territorios hasta Foso Cailin, en el Norte, y mantuvieron frecuentes conflictos con otros reyes como los del Dominio, del Tridente, de las Islas del Hierro o Dorne, lo que contribuyó a la tradición militar que existe en las Tierras de Tormentas. El último Rey Tormenta fue Argilac el Arrogante, que cayó en combate contra Orys Baratheon, la mano derecha de Aegon el Conquistador. Orys se casó con la hija de Argilac y tomó el blasón y lema de los Durrandon, siendo nombrado por Aegon como Señor de Bastión de Tormentas y de las Tierras de Tormentas.
El destino de los Baratheon cambió drásticamente cuando Robert Baratheon se rebeló contra los Targaryen. Robert derrotó a los ejércitos Targaryen en sucesivas batallas y mató personalmente al heredero al Trono de Hierro. Tras la muerte del rey Aerys II Targaryen, Robert se convirtió en Rey de los Siete Reinos y dividió entre sus hermanos los señoríos de los Baratheon. A su hermano Stannis Baratheon lo nombró Señor de Rocadragón y a su hermano pequeño Renly Baratheon lo nombró Señor de Bastión de Tormentas.
La Casa Baratheon, gobernantes de los Siete Reinos, gobiernan las Tierras de Tormentas. Otras importantes Casas tormenteñas son: la Casa Penrose de Los Pergaminos, la Casa Grandison de Buenavista, la Casa Tarth de la isla de Tarth, la Casa Morrigen de Nido de Cuervos, la Casa Estermont de la isla de Estermont, la Casa Wylde de Aguasmil o la Casa Selmy de Torreón Cosecha. A éstas hay que añadir las Casas de las Marcas de Dorne, que son: la Casa Dondarrion de Refugionegro, la Casa Swann de Timón de Piedra y la Casa Caron de Nocturnia.
En las Tierras de Tormentas los bastardos reciben el apellido «Tormenta».

### Dorne

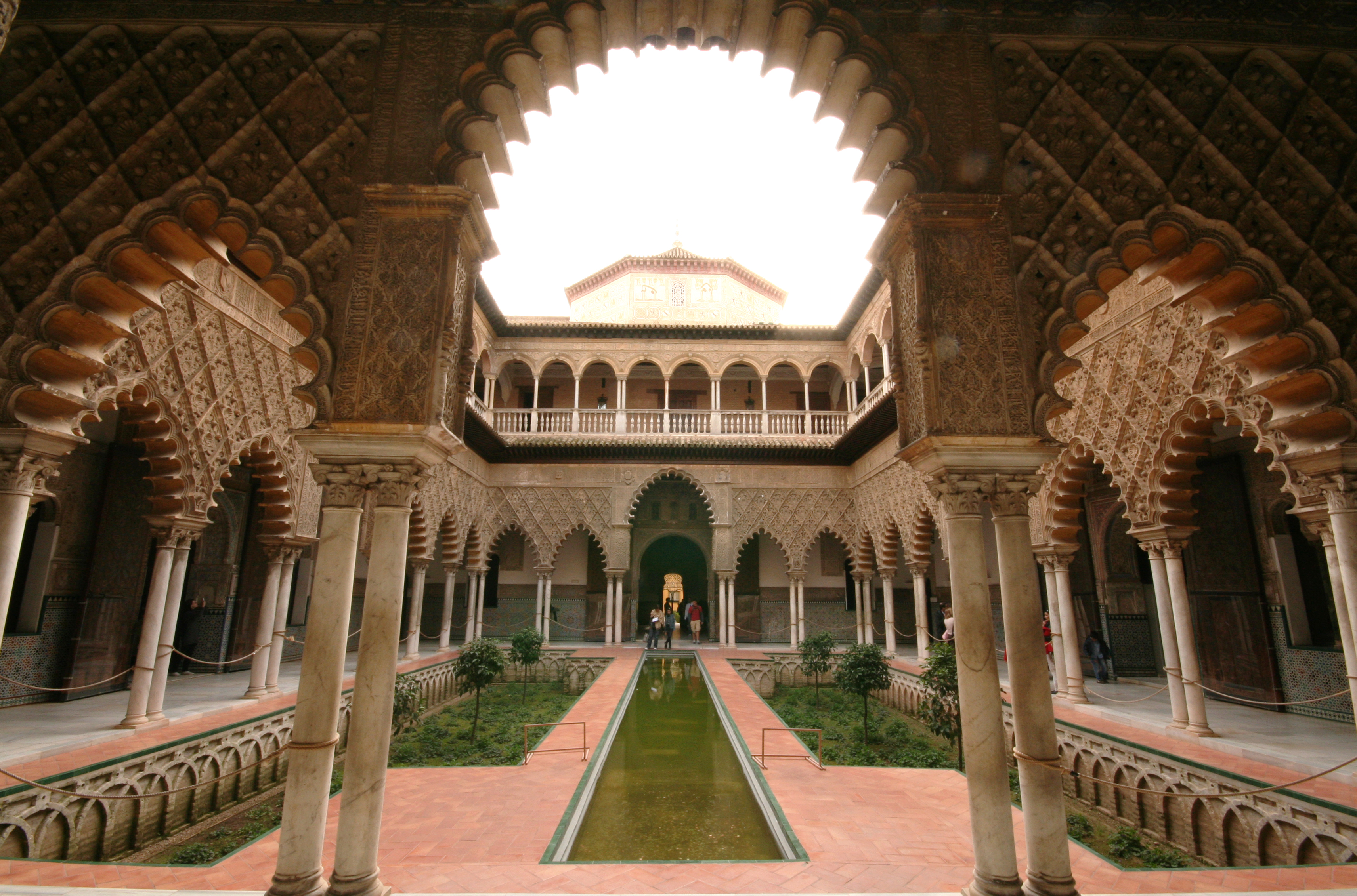
El Alcázar de Sevilla sirvió para representar el asentamiento de los Martell de Dorne

Localizado como el más sureño de los reinos de Poniente, Dorne es reconocido en la obra como el más caluroso y culturamente más distinto de todos ellos. Sus gobernantes son la Casa Martell, cuyo asentamiento se sitúa en Lanza del Sol, la única ciudad que se halla en el reino. El propio George R. R. Martin afirma haberse basado en la historia de Gales, así como en la geografía de países o regiones como España o Palestina, calificando al reino de Dorne como una imaginaria mezcla de influencias de estos lugares.
Culturamente, Dorne es también el más distinto de todos los reinos. En el resto de Poniente, los dornienses son considerados sexualmente licenciosos y son vistos con recelo por muchos. La cultura de Dorne se vio muy influenciada por los Rhoynar, los cuales llegaron a Dorne miles de años antes de los sucesos narrados en la saga. Esta influencia puede notarse en la no distinción que hacen los dornienses entre mujeres y hombres (un ejemplo es que no importa el género en cuestiones de herencia) o la no discriminación de los bastardos, que no son mal vistos socialmente. Los dornienses tienen también una gran tradición guerrera, siendo afamados por el uso de pequeños caballos que saben cabalgar por el desierto, emplean tradicionalmente también lanzas y escudos ligeros más útiles en la guerra de guerrillas.
Antes de la llegada de los Rhoynar, Dorne estaba dividido en diversos reinos independientes. Con la llegada de la reina Nymeria de los Rhoynar, los Martell se aliaron con ella, merced al matrimonio de Lord Mors Martell y la propia Nymeria, y comenzaron una guerra de unificación derrotando a los demás reinos dornienses. Pronto conquistarían la península y fueron proclamados como «Príncipes gobernantes de Dorne».
Siete siglos después de la conquista Ándala, Aegon el Conquistador desembarcó en Poniente con sus tres dragones. Dorne se negó a rendirse ante Aegon y la princesa gobernante Meria Martell se negó a rendir pleitesía a los Targaryen. Los demás reinos de Poniente cayeron uno tras otro ante los dragones y los ejércitos de Aegon, pero no así Dorne. Con su clima árido y seco, sus tácticas de guerra de guerrillas y su mayor conocimiento del terreno, frenaron a los ejércitos de los Targaryen, hasta obligar a Aegon a reconocer la independencia de Dorne.
Siglo y medio después de la fallida invasión de Aegon, el rey Daeron I Targaryen inició una nueva invasión sobre Dorne. Esta vez la conquista fue fulgurante, y en poco tiempo Lanza del Sol capituló. Sin embargo, los dornienses asesinaron al gobernador de Dorne, Lord Lyonel Tyrell, y se levantaron contra el rey Daeron. Este regresó a Dorne para sofocar el levantamiento, pero falleció en su intento. Los Targaryen perderían 60.000 hombres en la conquista e intento de pacificación de Dorne, que volvió a ser independiente tras solo 15 días. El nuevo rey Baelor I Targaryen, a quien llamaban Baelor el Santo, decidió firmar la paz con Dorne, primero mediante un paseo de penitencia y después casando a su sobrino Daeron con la princesa Mariah Martell, y a la princesa Daenerys con el príncipe Maron Martell. Con estos matrimonios, Dorne se unía de forma pacífica a los Siete Reinos, aunque los Martell siguieron conservando el título de «Príncipes».
La Casa Martell de Lanza del Sol gobierna Dorne desde su asentamiento con el título de Príncipes de Dorne. Otras importantes Casas dornienses son: la Casa Yronwood de Palosanto, la Casa Dayne de Campoestrella, la Casa Blackmont de Montenegro, la Casa Manwoody de Sepulcro del Rey, la Casa Allyrion de Bondadivina, la Casa Fowler de Dominio del Cielo o la Casa Uller de Sotoinferno.
En Dorne los bastardos reciben el apellido «Arena».
En la adaptación televisiva de HBO, Game of Thrones, el reino de Dorne aparece por primera vez en la quinta temporada. Para representarlo, la cadena decidió realizar el rodaje en Andalucía, España. El Alcázar de Sevilla sirve como representación de los Jardines del Agua, las estancias donde reside Doran Martell, interpretado por el actor Alexander Siddig.

### Tierras de la Corona
Las Tierras de la Corona (The Crownlands en la versión original) se sitúan en el este de Poniente, limitando al noroeste con las Tierras de los Ríos, al oeste con el Dominio, al sur con las Tierras de Tormentas y al este con el Mar Angosto. Las Tierras de la Corona rinden directamente vasallaje al Trono de Hierro, siendo pequeños territorios independientes antes de la conquista de los Targaryen. La capital y principal ciudad es Desembarco del Rey, capital de los Siete Reinos y la mayor ciudad y más poblada de todo Poniente.
Las Tierras de la Corona se asientan en torno a la bahía del río Aguasnegras, situándose la ciudad de Desembarco del Rey en su desembocadura. Al sur de este territorio encontramos el Bosque Real, el coto de caza privado del Rey de los Siete Reinos. En este territorio se encuentra también el inicio del llamado Camino Real, una serie de carreteras y caminos que conectan todo Poniente, desde el Muro hasta Bastión de Tormentas, convergiendo todos en Desembarco del Rey.
La historia de las Tierras de la Corona se remonta hasta la Edad de los Héroes. Por aquel entonces existían pequeños territorios independientes que debido a su situación normalmente eran sometidos a otros reyes más poderosos, como los Reyes Tormenta o los Reyes del Tridente. Algunas Casas, como los Darklyn de Valle Oscuro, conservaron un pequeño reino independiente hasta la llegada de Aegon el Conquistador. Los propios Targaryen habían establecido su residencia en la isla-fortaleza de Rocadragón, en las islas del Mar Angosto al este de las Tierras de la Corona. Los Targaryen no tuvieron muchos problemas en someter el territorio a su control; Casas nobles como los Stokeworth, los Rosby o los Massey se rindieron sin luchar o incluso se pusieron de parte de Aegon en su lucha. Como recompensa, Aegon decidió que estos territorios juraran directamente vasallaje a los Targaryen. Aegon incluso fundó la capital de los Siete Reinos, Desembarco del Rey, en el lugar donde construyó su primer campamento en Poniente, en la desembocadura del río Aguasnegras.
El Trono de Hierro gobierna directamente las Tierras de la Corona, actualmente en posesión de la Casa Baratheon de Desembarco del Rey. Otras importantes Casas de las Tierras de la Corona son: la Casa Stokeworth de Stokeworth, la Casa Rykker de Valle Oscuro, la Casa Rosby de Rosby, la Casa Massey de Ballaroca o la Casa Seaworth de La Selva.
Cabe destacar que las islas pertenecientes a las Tierras de la Corona y situadas en el Mar Angosto rinden vasallaje a la isla de Rocadragón, actualmente en posesión de la Casa Baratheon. Estas Casas son: la Casa Velaryon de Marcaderiva, la Casa Celtigar de Isla Zarpa, la Casa Bar Emmon de Punta Aguda y la Casa Sunglass de Puertoplácido.
En las Tierras de la Corona los bastardos reciben el apellido «Mares».

#### Rocadragón
Rocadragón fue la fortaleza ancestral de la Casa Targaryen hasta la Guerra del Usurpador, cuando el rey Robert I se la concedió a su hermano Stannis Baratheon.

#### Desembarco del Rey
Desembarco del Rey (King's Landing en la versión original) es la capital de los Siete Reinos. Está localizada en la desembocadura del río Aguasnegras y es la mayor ciudad de todo Poniente. Es la sede del gobierno del Rey de los Siete Reinos, que reina desde el llamado Trono de Hierro, forjado por Aegon I Targaryen con el fuego de su dragón Balerion.
Desembarco del Rey tiene un aspecto rectangular. La ciudad se asienta sobre tres colinas: la Colina Alta de Aegon, donde se sitúa la Fortaleza Roja, la Colina Alta de Visenya donde está el Gran Septo de Baelor, y la Colina Alta de Rhaenys, donde se situaba el Pozo Dragón, lugar donde los Targaryen ocultaban a sus dragones.
Desembarco del Rey tiene una población estimada de más de 500.000 habitantes, como indica el personaje de Tyrion Lannister al encontrarse con Oberyn Martell a su llegada a la ciudad. George R. R. Martin también ha declarado que la ciudad es más grande que el Londres o el París medieval, pero más pequeño que la Constantinopla medieval, o la Antigua Roma (que tenía una población de más de un millón de habitantes). Esta sobrepoblación hace que la ciudad tenga siempre un aspecto sucio y desportillado. Los barrios más pobres reciben el nombre de Lecho de Pulgas, donde viven los ciudadanos hacinados en callejones sucios con unos altísimos niveles de delincuencia.
La defensa de la ciudad corre a cargo de los llamados Capas Doradas, guardias que se encargan de la seguridad y el orden de la capital. En la obra se menciona que sean alrededor de 2.000 guardias, al cargo de un comandante que es escogido por el propio rey. En el puerto de la capital se halla la Armada Real, la mayor flota de todos los Siete Reinos que está al mando del Consejero de Barcos.

## Estaciones
Poniente está a merced de estaciones erráticas que pueden durar muchos años, pero de forma impredecible. Al comienzo de la saga de Canción de hielo y fuego, el continente se encuentra al final de un largo verano que ha durado una década al que, según los dichos tradicionales, seguirá un invierno igual de largo y duro. No está claro hasta que punto el continente oriental también está sometido a estas mismas condiciones. 
Existen diversas hipótesis que intentan explicar con base científica estas estaciones.
George R. R. Martin ha declarado explícitamente y en más de una ocasión que la explicación del clima del planeta será desvelada al final de la serie, así que no puede revelar ningún detalle más sobre el asunto hasta ese momento. También ha declarado que la explicación será de naturaleza mágica, y no involucrará ningún elemento de ciencia ficción.[cita requerida]

## Biología y antropología
- Humanos: Biológicamente iguales a los humanos de la Tierra. Con todo, existen ciertas diferencias en la genética, diferencias que incluye la tendencia de las familias de las casas nobles a compartir un rasgo común; por ejemplo, durante miles de años todos los miembros de la familia Lannister han sido siempre rubios, aunque esto bien podría ser resultado de la endogamia y no de una excepción genética. Además, los humanos de Poniente son a menudo más altos de lo que se esperaría en una sociedad medieval. Muchos hombres superan el 1.8 metros, mientras que otros son anormalmente altos, superando con creces los dos metros. Algunas estirpes son conocidas por tener rasgos físicos poco comunes; Los Targaryen a menudo tienen el cabello de color platino y los ojos violetas, y los descendientes de los Ghiscari acostrumbran a tener el cabello rojo y negro. Respecto a las razas, los nativos de Poniente tienen rasgos predominantemente caucásicos, presentando incluso algunas variaciones regionales; los nativos de las Islas del Verano y el continente de Sothoryos tienen rasgos africanos, y el resto de habitantes de otras regiones cuenta con rasgos muy variados que recuerdan a diversas razas del mundo real.
- Gigantes: Humanoides grandes y peludos, de inteligencia levemente inferior a la humana y apariencia ligeramente simiesca. Los gigantes son una especie en decadencia y franco retroceso, que solo se encuentra en el norte extremo, más allá del Muro. Cabalgan a la batalla sobre mamuts, portando grandes porras que, a veces, son poco más que leños. Tienen su propia lengua, aunque algunos pueden comunicarse en habla humana (en la saga, el autor se refiere a la lengua de Poniente como "habla común").
- Hijos del Bosque: Los habitantes originales de Poniente son mencionados frecuentemente, pero no han sido vistos en miles de años. Se cree que son criaturas humanoides diminutas; oscuras y hermosas, con poderes misteriosos sobre los sueños y la naturaleza. Se dice que en la batalla usan armas de obsidiana y arcos de madera de arciano. Aparte de la adoración a dioses sin nombre que aún persiste en el norte, y los bosques de arcianos que sobreviven, poco más de su legado queda en el presente.
- Otros/Los Caminantes Blancos: Una raza de criaturas misteriosas y aparentemente malévolas que se encuentran más allá del Muro. Solo aparecen de noche, y un frío antinatural les acompaña. Parecen humanoides altos y demacrados con ojos de azul tan profundo que arde como el fuego. Llevan armaduras que cambian de color con cada paso, y portan delgadas espadas de cristal tan frías que pueden romper el hierro. Los Otros se mueven silenciosamente, pero sus voces suenan como hielo agrietándose. Las criaturas que matan se reaniman como espectros, zombis no-muertos con brillantes ojos azules. Los Otros tienen una debilidad a las armas hechas de obsidiana (llamado comúnmente vidriagón), que atraviesan fácilmente sus armaduras. Cuando mueren se transforman en un charco de líquido extremadamente frío.

Algunas especies de animales que habitan el continente son muy similares a la megafauna del Pleistoceno de la Tierra.
- Uros: Grandes parientes del toro. Frecuentemente son usados como un símbolo de tamaño, fuerza, y estupidez. El mítico Clarence Crabb usaba un uro como montura, para mostrar su valentía y destreza.
- Lobos huargos: Parientes del lobo, pero son mucho más grandes y fuertes que los lobos normales, y alcanzan el tamaño de un poni cuando son adultos. Casi nunca se les ve al sur del Muro.
- Lagartos-leones: Inmensos reptiles de pantano que aparecen en el Cuello. Estas criaturas posiblemente son grandes cocodrilos.
- Mamuts: Habitantes del lejano norte y aparentemente el único paquidermo de Poniente. Los gigantes los usan como monturas.

Otros animales parece que son versiones alteradas de animales contemporáneos o no tienen equivalente en el mundo real.
- Krakens: Enormes calamares capaces de hundir barcos balleneros. Se les considera un mito, pero queda implícito que, al igual que los dragones, están reapareciendo.
- Mantícoras: Pequeñas criaturas que parecen escarabajos cuando están enrollados. Su rostro vagamente humano parece maligno. Tienen un aguijón venenoso que resulta fatal para los humanos. Las mantícoras probablemente son originarias del otro lado del Mar Estrecho.
- Cuervos: Similares en lo físico a los cuervos comunes de la Tierra, los cuervos en Poniente se usan para enviar mensajes entre los castillos. El maestre de cada castillo normalmente tiene un conjunto de cuervos propio. El Maestre de la Ciudadela cría una raza especial de grandes cuervos blancos que se dice que son más inteligentes. Los cuervos a menudo imitan la voz humana.
- Gatosombras: Grandes felinos depredadores con pelaje negro y rayas blancas nativos de zonas montañosas. Sus pieles son muy valiosas.
- Cebras: Caballos con franjas blancas y negras, probablemente muy similares a las cebras de la Tierra, importadas y usadas en Poniente como monturas por algunos extranjeros.

## Otros continentes

### Sothoryos
Al sur de Poniente está el continente de Sothoryos. Se sabe poco de este continente salvo que está habitado por gente de piel oscura y es «selvático, infestado de plagas y principalmente inexplorado».

### Ulthos
Ulthos es el más desconocido de todos los continentes y casi no se tiene información directa sobre este.

## Dragones
Los dragones moraban por todo el mundo, pero en Poniente se extinguieron y no volvieron a habitarlo hasta la Conquista de los Targaryen, cuando Aegon los trajo desde Valyria vía Rocadragón, y fueron criados en cautividad. Los dragones son reptiles escamosos con una inteligencia de nivel animal. Tienen alas de cuero por miembros delanteros, como los murciélagos, aunque parte del dibujo artístico de Canción de hielo y fuego los representa con cuatro patas y un par de alas aparte. Tienen un largo cuello, con una cresta espinosa que corre por su espalda. Su cuerpo emite un gran calor, pudiendo incluso desprenderse vapor durante las noches frías. Pueden expulsar por sus fosas nasales un fuego extremadamente caliente que les sirve para calcinar sus alimentos antes de comerlos.
Los dragones siguen creciendo durante toda su vida, pero se desconoce cuán grandes pueden llegar a ser, o cuánto tiempo pueden llegar a vivir. El mayor y más viejo dragón de los Targaryen, Balerion, vivió unos 200 años y podía tragar uros enteros, pero se cree que los dragones criados en cautividad son más pequeños que sus parientes salvajes. No se tiene constancia de diferencias entre sexos, y se reproducen mediante la puesta de grandes huevos con escamas.
Al principio de Canción de hielo y fuego, la extinción de los dragones no solo alcanza Poniente, sino que posiblemente el mundo entero; no se tiene constancia de ningún dragón vivo desde hace más de 100 años. En la saga, se intuye que esta extinción ha provocado que la magia, tan poderosa antaño, sea ahora un recuerdo, y que los inviernos sean cada vez más crudos.